# Multiplicador de Cavallo
El multiplicador de Cavallo fue una máquina electrostática temprana, inventada en 1795 por el filósofo natural anglo-italiano Tiberius Cavallo. Su propósito era multiplicar, o amplificar, una pequeña carga eléctrica a un nivel en el que era detectable por los insensibles electroscopios del día. El funcionamiento repetido del dispositivo podría producir voltajes lo suficientemente altos como para generar chispas.

## Descripción
Cavallo describió su máquina en su Tratado completo sobre la Electricidad en 1795. Había examinado el doblador de carga de Bennet de 1787 y lo encontró deficiente en varios aspectos, especialmente en su operación inconsistente y la tendencia a retener la carga de un experimento anterior. Cavallo resolvió construir un mejor dispositivo. Su máquina consistía en cuatro placas de metal apoyadas en una tabla de madera por postes, de los cuales tres eran aislantes y una conductor.
La carga a multiplicar se aplicó a la primera de ellas (placa A), que se colocaba en un poste aislante. Una placa metálica aislada y móvil (B) se acercó a A (aunque no se le permitió tocarla) y luego se conectó a tierra. La carga en A causó la separación de la carga en B debido a la inducción electrostática. La placa B se retiró, rompiendo su conexión a tierra. Dado que B estaba aislada, adquirió y retuvo una pequeña carga opuesta en el signo a la carga en A. La placa B se transfirió por medio de una varilla aislante para ponerla en contacto eléctrico con la tercera placa metálica C que estaba aislada. Dado que tanto B como C eran conductores, B transferiría una parte de su carga a C. Para maximizar la carga transferida, C se colocó cerca de una placa metálica final D, que estaba conectada a tierra.
El experimentador movería la placa B repetidamente hacia adelante y hacia atrás, colocándola cerca y al final de su movimiento, y luego en contacto con C en el otro. Con cada ciclo, la carga se extrajo de la Tierra y se agregó a C. Después de un número adecuado de ciclos, la placa D conectada a tierra se eliminaría, y el potencial electrostático en C aumentaría aproximadamente el potencial de A multiplicado por el número de operaciones . 
Cavallo denominó a su dispositivo un multiplicador, aunque la "adición" fue quizás una descripción más precisa de su funcionamiento, ya que la carga en C se acumuló por adiciones sucesivas. 

## Máquina de Wilson
La máquina de Wilson, descrita por su inventor en el Diario de Nicholson en agosto de 1804, fue un desarrollo de este concepto que operó simultáneamente dos máquinas de Cavallo por medio de un par de palancas de movimiento alternativo. Un lado acumularía la carga del otro, y como las dos placas de acumulación estaban conectadas entre sí por medio de un cable, la máquina de Wilson era un verdadero multiplicador, en lugar de una máquina de adición.  De este modo, la carga se acumularía más rápidamente que el multiplicador de Cavallo y la máquina podría generar altos voltajes en un corto período de tiempo. Además, era auto excitante, no necesitaba una carga inicial para operar, ya que la pequeña carga inicial adquirida era suficiente para iniciar el proceso de acumulación.